# Churton Heath
Churton Heath is een civil parish in het bestuurlijke gebied Cheshire West and Chester, in het Engelse graafschap Cheshire.